# Eva Turner
Eva Turner (1892-1990) fue una soprano dramática inglesa nacida en Werneth, Oldham, Inglaterra reconocida como una de las voces más poderosas del siglo, excelsa en roles de Wagner, Verdi y especialmente como Turandot de Puccini, considerada por muchos como la exponente definitiva del papel.
Estudió con el maestro de la célebre contralto Clara Butt y en la Academia Real de Londres entre 1911 y 1914. Debutó en 1916 en la Compañía Carl Rosa donde permaneció hasta 1924. Impresionado por su voz, el compositor y director argentino Hector Panizza la recomendó a Arturo Toscanini.
Famosa Aída, Leonora (de Beethoven y Verdi), Santuzza, Elisabeth de Tannhäuser, Elsa de Lohengrin, la Gioconda de Ponchielli, Madama Butterfly y Tosca de Puccini.
El personaje que la inmortalizó fue la princesa de hielo Turandot que cantó siete meses después del estreno en 1926 en Brescia y posteriormente en Covent Garden y La Scala. Existe un registro histórico con el tenor Giovanni Martinelli dirigido por John Barbirolli considerado referencial.
En 1927 debutó en el Teatro Colón de Buenos Aires como Leonora en Fidelio y en 1928 en Chicago como Aida, Amelia y Siglinda en La Valquiria junto a Frida Leider.
Condecorada Dama del Imperio Británico en 1962, se dedicó a la enseñanza en Oklahoma y Londres y entre sus alumnas figuran Gwyneth Jones , Rita Hunter, Amy Shuard, Roberta Knie, Pauline Tinsley, Kiri Te Kanawa y Linda Gray.
La amplitud y poder de su voz la ubican entre las sopranos heroicas del siglo como Kirsten Flagstad, Birgit Nilsson, Frida Leider, Rosa Raisa (la primera Turandot) y Gertrud Grob-Prandl, se cuenta que la voz de Turner era tan poderosa que podía escuchársela desde la calle cuando cantaba en el teatro de Covent Garden.